# Dizzy (canción)
«Dizzy» es una canción del grupo estadounidense de rock alternativo Goo Goo Dolls. Fue lanzada como el tercer sencillo de su sexto álbum de estudio Dizzy Up the Girl, en septiembre de 1998. En febrero de 1999. En Japón, se lanzó un EP titulado Dizzy EP, que incluía esta canción y otras de álbumes anteriores. «Dizzy» alcanzó el puesto número nueve en la lista de Billboard Modern Rock Tracks de Estados Unidos en mayo de 1999, y también alcanzó el puesto número 28 en Canadá y el número 50 en Australia. El videoclip del sencillo está protagonizado por la actriz Shannyn Sossamon.

## Lista de canciones
CD sencillo australiano y europeo
1. "Dizzy" – 2:41
2. "Slide" (acústico) – 3:18

EP japones
1. "Dizzy"
2. "Slide" (acústico)
3. "Naked" (remix)
4. "Long Way Down" (versión radio)
5. "January Friend"

## Posicionamiento en lista
| Lista (1999)                             | Posición |
| ---------------------------------------- | -------- |
| Australia (ARIA)                         | 50       |
| Canadá (RPM Top Singles)                 | 28       |
| Canada Rock/Alternative (RPM)            | 14       |
| Estados Unidos (Bubbling Under Hot 100)  | 8        |
| Estados Unidos (Adult Alternative Songs) | 20       |
| Estados Unidos (Alternative Airplay)     | 9        |
| Estados Unidos (Mainstream Rock)         | 13       |